# Brykia mapalia
Brykia mapalia är en fjärilsart som beskrevs av Alexander Schintlmeister 1997. Brykia mapalia ingår i släktet Brykia och familjen tandspinnare. Inga underarter finns listade i Catalogue of Life.